# Naturschutzgebiet Hasenfeld und Rheinvorland zwischen Eversael und Ossenberg
Koordinaten: 51° 34′ 11″ N, 6° 40′ 28″ O
Das Naturschutzgebiet Hasenfeld und Rheinvorland zwischen Eversael und Ossenberg liegt auf dem Gebiet der Stadt Rheinberg im Kreis Wesel in Nordrhein-Westfalen.
Das Gebiet erstreckt sich nördlich, nordöstlich und östlich der Kernstadt Rheinberg entlang des nördlich und östlich fließenden Rheins. Es liegt östlich und südöstlich des Rheinberger Stadtteils Ossenberg und nördlich, nordöstlich und östlich des Rheinberger Stadtteils Eversael.
Innerhalb des Naturschutzgebietes befindet sich das FFH-Gebiet Rheinvorland im Orsoyer Rheinbogen. Das Naturschutzgebiet liegt im Europäischen Vogelschutzgebiet Unterer Niederrhein. Östlich schließen sich unmittelbar die Naturschutzgebiete Forschungsrevier im Orsoyer Rheinbogen und Rheinvorland nördlich der Ossenberger Schleuse an.

## Bedeutung
Für Rheinberg ist seit 1985 ein 801,45 ha großes Gebiet unter der Kenn-Nummer WES-016 als Naturschutzgebiet ausgewiesen. Das Gebiet wurde unter Schutz gestellt, um eine naturnahe, noch regelmäßig überflutete Rheinaue mit zahlreichen auentypischen Biotopstrukturen und Lebensgemeinschaften zu erhalten und wiederherzustellen.